# Triplophyllum troupinii
Triplophyllum troupinii är en ormbunkeart som först beskrevs av Pichi-serm., och fick sitt nu gällande namn av Holtt. Triplophyllum troupinii ingår i släktet Triplophyllum och familjen Tectariaceae. Inga underarter finns listade.